# Laasi
Koordinaten: 58° 54′ N, 22° 20′ O
Laasi ist ein Dorf (estnisch küla) in der Landgemeinde Hiiumaa (2013 bis 2017: Landgemeinde Hiiu, davor Landgemeinde Kõrgessaare) auf der zweitgrößten estnischen Insel Hiiumaa (deutsch Dagö).

## Einwohnerschaft und Lage
Laasi hat fünf Einwohner (Stand 31. Dezember 2011).
Der Ort liegt im Süden der Halbinsel Kõpu (estnisch: Kõpu poolsaar), direkt an der Ostsee.